# Koijusaari (ö i Tunturi-Lappi, lat 68,13, long 23,32)
Koijusaari är en ö i Finland. Den ligger i Muonioälven och i kommunen Muonio i den ekonomiska regionen  Fjäll-Lappland  och landskapet Lappland, i den norra delen av landet, 900 km norr om huvudstaden Helsingfors. Öns area är 1,3 hektar och dess största längd är 300 meter i nord-sydlig riktning.